# We Can’t Stop
«We Can’t Stop» (рус. Мы не можем остановиться) — песня американской певицы Майли Сайрус из четвёртого студийного альбома Bangerz. Как лид-сингл песня была выпущена 3 июня 2013 года на лейбле RCA Records.
Продюсером трека выступил Mike Will Made It. Популярный американский сайт «PopDust» назвал песню Майли Сайрус лучшим треком лета 2013 года. В Великобритании сингл занял первое место в общенациональном чарте.

## Музыкальное видео
19 июня 2013 года на YouTube состоялась премьера долгожданного клипа Майли Сайрус на песню «We Can’t Stop». Режиссёром вступил американский клипмейкер и хореограф Дайан Мартел. За пару дней до премьеры Майли опубликовала 2 тизера, что помогло набрать полной версии видео почти 10,6 миллиона просмотров за 1 сутки (рекордный показатель на то время). Ролик получился ярким и дерзким: 20-летняя звезда устраивает разгром и кривляется в откровенных двусмысленных позах.
Майли Сайрус представила две версии клипа на песню — финальная версия и режиссёрская.

## Релиз
Песня «We Can’t Stop» вышла 3 июня 2013 года. Композиция, ставшая первой ласточкой в четвёртом студийном альбоме певицы, возглавила многие хит-парады. За первую неделю после релиза сингла композицию скачали 214 000 раз, что принесло Майли 3 место в чарте Hot Digital Songs и 11 место в общенациональном хит-параде Billboard Hot 100. Помимо этого, «We Can’t Stop» прорвалась в топы 18 национальных хит-парадов, а дата релиза была анонсирована в ходе церемонии Billboard Music Awards 2013.
К декабрю 2014 года тираж сингла достиг 3,280,000 копий в США. «We Can’t Stop» поднялся до третьего места в Канадском хит-параде Canadian Hot 100 и был сертифицирован в платиновом статусе Music Canada

## Концертное исполнение
В январе 2014 года в программе Miley Cyrus' MTV Unplugged в качестве специального гостя появилась Мадонна. Они вместе спели акустическую версию «Don’t Tell Me» (а также песню «We Can't Stop»).

## Участники записи

### Запись
- Записано в студии звукозаписи NightBird (Западный Голливуд , Калифорния); Студии звукозаписи Конвея (Лос-Анджелес , Калифорния); Glenwood Studios, (Бербанк, Калифорния)
- Сведение выполнено в Penua Project / Innersound Management в студии Larrabee Sound (Северный Голливуд , Калифорния)

### Персонал
- Майли Сайрус — вокал, бэк-вокл, автор песни
- Дуглас Дэвис — автор песни
- Майк Гайдусек — помощник
- Трехи Харрис — помощник
- Стивен Хибицки — запись
- Джейсен Джошуа — сведение
- Mike Will Made It — автор песни, продюсер
- Крис «TEK» О’Раян — сведение
- Ева Рейстад — ассистент
- Рубен Ривера — запись
- Тим Робертс — запись
- Пьер Рамон Слотер — автор песни, продюсер
- Тимоти Томас — автор песни, продюсер, вокальная продукция
- Терон Томас — автор песни, продюсер, вокальная продукция
- Рики Уолтерс — автор песни

## Чарты
| Чарт (2013—2014)                       | Высшая позиция |
| -------------------------------------- | -------------- |
| Австралия (ARIA)                       | 4              |
| Австрия (Ö3 Austria Top 40)            | 8              |
| Бельгия/Фландрия (Ultratop 50)         | 20             |
| Бельгия/Валлония (Ultratop 50)         | 11             |
| Канада (Billboard Canadian Hot 100)    | 3              |
| СНГ (TopHit Airplay)                   | 192            |
| Чехия (Rádio — Top 100)                | 9              |
| Дания (Tracklisten)                    | 11             |
| Финляндия (Suomen virallinen lista)    | 15             |
| Франция (SNEP)                         | 26             |
| Германия (GfK)                         | 16             |
| Ирландия (IRMA)                        | 7              |
| Italy (FIMI)                           | 33             |
| Япония (Billboard Japan Hot 100)       | 7              |
| Lebanon (OLT20)                        | 10             |
| Mexico Airplay (Billboard)             | 33             |
| Netherlands (Dutch Top 40 Tipparade)   | 4              |
| Нидерланды (Single Top 100)            | 48             |
| Новая Зеландия (Recorded Music NZ)     | 1              |
| Норвегия (VG-lista)                    | 3              |
| Romania (Airplay 100)                  | 86             |
| Россия (TopHit)                        | 25             |
| Шотландия (OCC Scotland)               | 1              |
| Словакия (Rádio — Top 100)             | 19             |
| Slovenia (SloTop50)                    | 35             |
| ЮАР (EMA)                              | 5              |
| South Korea (GAON)                     | 29             |
| Испания (PROMUSICAE)                   | 5              |
| Швеция (Sverigetopplistan)             | 5              |
| Швейцария (Schweizer Hitparade)        | 19             |
| Великобритания (OCC UK Singles)        | 1              |
| Украина (TopHit)                       | 74             |
| США (Billboard Hot 100)                | 2              |
| США (Billboard Adult Pop Airplay)      | 40             |
| США (Billboard Dance Club Songs)       | 34             |
| США (Billboard Dance/Mix Show Airplay) | 14             |
| США (Billboard Pop Airplay)            | 9              |
| США (Billboard Rhythmic)               | 16             |

| Чарт (2013)                          | Позиция |
| ------------------------------------ | ------- |
| Australia (ARIA)                     | 30      |
| Austria (Ö3 Austria Top 40)          | 59      |
| Belgium (Ultratop 50 Flanders)       | 78      |
| Belgium (Ultratop 50 Wallonia)       | 72      |
| Canada (Canadian Hot 100)            | 32      |
| Denmark Streaming (Tracklisten)      | 44      |
| Germany (Media Control AG)           | 92      |
| New Zealand (Recorded Music NZ)      | 26      |
| Spain (PROMUSICAE)                   | 39      |
| Sweden (Sverigetopplistan)           | 34      |
| UK Singles (Official Charts Company) | 28      |
| US Billboard Hot 100                 | 17      |
| US Mainstream Top 40 (Billboard)     | 44      |

| Чарт (2014)                  | Позиция |
| ---------------------------- | ------- |
| Spain Streaming (PROMUSICAE) | 100     |

## Сертификации
| Регион | Сертификация     | Продажи   |
| --- | ---------------- | --------- |
| Австралия (ARIA) | 7× Платиновый    | 490 000   |
| Австрия (IFPI Austria) | Золотой          | 15 000*   |
| Бразилия (ABPD) | 2× Бриллиантовый | 500 000   |
| Канада (Music Canada) | 4× Платиновый    | 320 000*  |
| Германия (BVMI) | Золотой          | 150 000^  |
| Италия (FIMI) | Платиновый       | 50 000    |
| Мексика (AMPROFON) | Платиновый       | 60 000*   |
| Новая Зеландия (RMNZ) | Платиновый       | 15 000*   |
| Норвегия (IFPI Norway) | 7× Платиновый    | 420 000   |
| Испания (PROMUSICAE) | Платиновый       | 60 000    |
| Швеция (GLF) | 3× Платиновый    | 120 000   |
| Швейцария (IFPI Switzerland) | Золотой          | 15 000^   |
| Великобритания (BPI) | 2× Платиновый    | 1 200 000 |
| США (RIAA) | 8× Платиновый    | 8 000 000 |
| Стриминг |                  |           |
| Дания (IFPI Danmark) | Платиновый       | 1 800 000 |
| * Данные о продажах приведены только на основе сертификации. · ^ Данные о тиражах приведены только на основе сертификации. · Данные о продажах + прослушиваниях приведены только на основе сертификации. · Данные только о прослушиваниях приведены на основе сертификации. |                  |           |